# 市原市立菊間小学校
市原市立菊間小学校（いちはらしりつ きくましょうがっこう）は、千葉県市原市菊間にある公立小学校。文部科学省の学校コードはB112210004342、旧学校調査番号は121052。通称は菊小（きくしょう）。

## 概要
市原市北西部の市原地区に位置する。菊間団地の全域を通学区域としており、昭和中期の児童数増加によって、人口増加が特に大きかった千葉市側へと移転している。

## 沿革

### 概歴
1867年（慶応3年）に菊間小学校の前身となる明親館が開かれた。その後、1872年（明治5年）に学制が公布され、1874年（明治7年）に菊間小学校として開校した。1886年（明治19年）には第一次小学校令発布によって菊間尋常小学校へと改称する。1941年（昭和16年）になると国民学校令が公布され、菊間国民学校となった。戦後、1947年（昭和22年）に学校教育法が施行されると、菊間村立菊間小学校と改称した。1955年（昭和30年）には菊間村と八幡町が合併して市原町が発足したことにより市原町立菊間小学校となり、その後1963年（昭和38年）の市原市発足に伴って現校名の市原市立菊間小学校となっている。

### 年表
- 1867年（慶応3年） - 前身となる明親館が開校[2]。
- 1874年（明治7年） - 菊間小学校開校[2]。
- 1886年（明治19年）4月10日 - 小学校令発布により菊間尋常小学校に改称[2]。
- 1941年（昭和16年）　4月1日 - 国民学校令により菊間国民学校に改称[2]。
- 1947年（昭和22年）4月1日 - 学校教育法施行に伴い菊間村立菊間小学校に改称[2]。
- 1955年（昭和30年） - 市原町立菊間小学校に改称[2]。
- 1963年（昭和38年）5月1日 - 市原市立菊間小学校に改称[2]。
- 1989年（平成元年）4月1日 - 市原市立水の江小学校分離[2]。

## 校則

### 校歌
- 作曲：川路柳虹[2]

## 施設

### 敷地
敷地の詳細は以下の通りである。
| 所在地     | 〒290-0007 千葉県市原市菊間1620番地1 |
| 所有者     | 市原市                               |
| 敷地面積   | 19,607m2                             |
| 用途地域   | 指定なし                             |
| 指定建蔽率 | 60%                                  |
| 指定容積率 | 100%                                 |
| 取得価格   | 963,065,000円                        |

### 建物
敷地内の建物は以下の通りである。
| 棟番号 | 棟名称     | 構造 | 階数        | 延床面積   | 建築年 | 耐震情報   | 備考 |
| ------ | ---------- | ---- | ----------- | ---------- | ------ | ---------- | ---- |
| 001    | 校舎-1     | RC造 | 地上3階建て | 2,544.00m2 | 1977年 | 耐震工事済 | 0.77 |
| 002    | 校舎-2     | RC造 | 地上3階建て | 2,142.00m2 | 1977年 | 耐震工事済 | 0.77 |
| 003    | 校舎-3     | RC造 | 地上3階建て | 1,313.00m2 | 1981年 | 耐震工事済 | 0.71 |
| 004    | 体育館     | RC造 | 地上1階建て | 800.00m2   | 1979年 | 耐震工事済 | 0.96 |
| 005    | 倉庫・物置 | 木造 | 地上1階建て | 83.00m2    | 1981年 | -          |      |
| 006    | 倉庫・物置 | S造  | 地上1階建て | 27.00m2    | 2000年 | -          |      |
| 007    | 倉庫・物置 | 木造 | 地上1階建て | 20.00m2    | 1981年 | -          |      |
| 008    | 倉庫・物置 | CB造 | 地上1階建て | 20.00m2    | 1981年 |            |      |

### 併設
- 菊間小学校児童クラブ

## 規模
2022年（令和4年）4月1日現在の学校規模は以下の通りである。
| 児童数       | 216名    |
| 学級数       | 10学級   |
| 通学区域面積 | 4.934km2 |
| 通学区域人口 | 10,374人 |

## 通学区域
以下の町丁字とその範囲を通学区域として指定している。
- 古市場
- 菊間の一部
- 草刈
- 大厩の一部
- 茂呂町
- 中西町

## 通学区域内施設
- 市原温泉湯楽の里

## 中学校区
- 市原市立菊間中学校

## 隣接小学校区
- 市原市立八幡小学校
- 市原市立石塚小学校
- 市原市立白幡小学校
- 市原市立若宮小学校
- 市原市立辰巳台西小学校
- 市原市立湿津小学校
- 市原市立牧園小学校
- 千葉市立生浜小学校
- 千葉市立生浜西小学校
- 千葉市立椎名小学校

## アクセス
- 浜野駅東口から徒歩39分
- 八幡宿駅東口から徒歩41分
- 小湊鐵道バス（浜01系統）
  - 「中西入口」で下車、徒歩4分
- 小湊鐵道バス（八05系統）
  - 「菊間第三」で下車、徒歩2分